# Masdevallia midas
Masdevallia midas är en orkidéart som beskrevs av Carlyle August Luer. Masdevallia midas ingår i släktet Masdevallia och familjen orkidéer. Inga underarter finns listade i Catalogue of Life.